# 1468
| 1468               |
| ------------------ |
| Dødsfald - Fødsler |
|                    |

| Gregoriansk kalender | 1468 MCDLXVIII          |
| Ab urbe condita      | 2221                    |
| Armensk kalender     | 917 ԹՎ ՋԺԷ              |
| Kinesiske kalender   | 4164 – 4165 丁亥 – 戊子 |
| Etiopisk kalender    | 1460 – 1461             |
| Jødisk kalender      | 5228 – 5229             |
| Hindukalendere       |                         |
| - Vikram Samvat      | 1523 – 1524             |
| - Shaka Samvat       | 1390 – 1391             |
| - Kali Yuga          | 4569 – 4570             |
| Iransk kalender      | 846 – 847               |
| Islamisk kalender    | 872 – 873               |

Konge i Danmark: Christian 1. 1448-1481
Se også 1468 (tal)

## Begivenheder
- 25. oktober - det første danske stændermøde holdes på Kalundborg Slot, under ledelse af kong Christian 1

## Dødsfald
- Johan Gutenberg, bogtrykkerkunstens opfinder, dør ca 70 år gammel